# Milking the Goatmachine
A Milking the Goatmachine német death metal/grindcore zenekar. 2008-ban alakultak meg Berlinben. Szövegeik fő témái a kecskék és az ivás. A "kecske" motívum több helyen is jelen van az együttesben, hiszen a legtöbb lemezük tartalmazza a "goat" szót vagy utalásokat tesznek a kecskékre, illetve maga a zenekar neve is tartalmazza a "goat" szót. Dalaikra a humor is nagy mértékben jellemző, melynek címei szintén kecske-témájúak, miközben jól ismert együttesek dalainak címeit parodizálják (például Cemetery Goats, Milk 'Em All stb). Pályafutásuk alatt 7 nagylemezt jelentettek meg. A tagok is általában kecske maszkokat viselnek.

## Tagok
- Goatlieeb Udder (Ferli Thielmann) - éneklés, dobok
- Goatfreed Utter (Daniel Jakobi) - gitár, basszusgitár

## Diszkográfia
- Back from the Goats... A GoatEborg Fairy Tale (2009)
- Seven...A Dinner for One (2010)
- Clockwork Udder (2011)
- Stallzeit (2013)
- Greatest Hits - Covered in Milk (2014)
- Goatgrind (2015)
- Milking in Blasphemy (2017)
- From Slum to Slam - The Udder Story (2019)